# Vallanca
Vallanca è un comune spagnolo di 213 abitanti situato nella comunità autonoma Valenciana.